# توماس أوهارا
توماس أوهارا (بالإنجليزية: Thomas O'Hara)‏ هو سياسي أيرلندي، ولد في 20 يوليو 1911، وتوفي في 5 أبريل 1984.

## مناصب
- في 1951 Irish general election [الإنجليزية]‏، انتخب نائب دييل عن دائرة Mayo North (Dáil constituency) [الإنجليزية]‏ وقد انضم خلال فترته النيابية ‏ (13 يونيو 1951 – 23 أبريل 1954) للكتلة البرلمانية Clann na Talmhan [الإنجليزية]‏.
- في 1954 Irish general election [الإنجليزية]‏، انتخب نائب دييل عن دائرة Mayo North (Dáil constituency) [الإنجليزية]‏ وقد انضم خلال فترته النيابية ‏ (2 يونيو 1954 – 13 ديسمبر 1956) للكتلة البرلمانية Clann na Talmhan [الإنجليزية]‏.
- في الانتخابات العمومية الإيرلندية 1965 [الإنجليزية]‏، انتخب نائب دييل عن دائرة Mayo North (Dáil constituency) [الإنجليزية]‏ وقد انضم خلال فترته النيابية ‏ (21 أبريل 1965 – 21 مايو 1969) للكتلة البرلمانية فاين جايل.
- في الانتخابات العمومية الإيرلندية 1969 [الإنجليزية]‏، انتخب نائب دييل عن دائرة Mayo East (Dáil constituency) [الإنجليزية]‏ وقد انضم خلال فترته النيابية ‏ (2 يوليو 1969 – 5 فبراير 1973) للكتلة البرلمانية فاين جايل.